# Lilla Bårsjön
Lilla Bårsjön är en sjö i Sala kommun i Västmanland och ingår i Dalälvens huvudavrinningsområde. Sjön är 1,6 meter djup, har en yta på 0,123 kvadratkilometer och är belägen 68,1 meter över havet. Sjön avvattnas av vattendraget Tiån.

## Delavrinningsområde
Lilla Bårsjön ingår i det delavrinningsområde (666902-154895) som SMHI kallar för Namn saknas. Medelhöjden är 71 meter över havet och ytan är 9,89 kvadratkilometer. Det finns inga avrinningsområden uppströms utan avrinningsområdet är högsta punkten. Tiån som avvattnar avrinningsområdet har biflödesordning 2, vilket innebär att vattnet flödar genom totalt 2 vattendrag innan det når havet efter 94 kilometer. Avrinningsområdet består mestadels av skog (77 procent) och sankmarker (16 procent). Avrinningsområdet har 0,48 kvadratkilometer vattenytor vilket ger det en sjöprocent på 4,9 procent.